# شوتا كاننو
شوتا كاننو (باليابانية: 菅野 将太) (6 يناير 1984 في كاناغاوا في اليابان – )؛ هو لاعب كرة قدم ياباني سابق كان يلعب كلاعب وسط.

## وصلات خارجية
- شوتا كاننو على موقع رابطة كرة القدم اليابانية للمحترفين (اليابانية)
- شوتا كاننو على موقع Soccerway.com (الإنجليزية)